# Sötétköldökű tölcsérgomba
A sötétköldökű tölcsérgomba (Clitocybe trulliformis) a pereszkefélék családjába tartozó, Európában és Észak-Amerikában honos, homokos talajú erdőkben, gyepeken élő, nem ehető gombafaj.

## Megjelenése
A sötétköldökű tölcsérgomba kalapja 1-4 (6) cm széles, alakja fiatalon domború, de hamar kiterül, középen kissé benyomottá válik, többnyire kissé köldökösen. Széle sokáig begöngyölt marad. Felszíne finoman nemezes, sötét szürkésbarnásan pikkelyes, a közepe felé egyre sűrűbben. Színe szürkésbarna, világosbarna, sötétszürke, néha szinte fekete. 
Húsa vékony, rostos, krémfehér színű. Szaga lisztes, íze nem jellegzetes vagy lisztes.
Lemezei lefutók, sok a féllemez. Színük fiatalon fehéres, később krémszínű, szürkésfehér.
Tönkje 1–2,5 cm magas és 0,2-0,4 cm vastag. Alakja hengeres vagy lefelé némileg vastagodó, kissé gyökerező, idősen üregesedik. Színe sötétszürke vagy barnásszürke, a tetején világosabb. Felszíne finoman szálas. 
Spórapora fehér. Spórája ellipszis alakú, sima, mérete 5-8 x 3-4,5 µm.

### Hasonló fajok
A komposzttölcsérgomba, a szürkéslemezű tölcsérgomba, a hússzínű tölcsérgomba, a kisspórás tölcsérgomba, a lisztszagú tölcsérgomba, a kétszínű tölcsérgomba hasonlíthat hozzá.

## Elterjedése és termőhelye
Európában és Észak-Amerikában honos. Magyarországon ritka.
Gyepek, cserjések, ritkás nyárasok, tölgyesek, telepített fenyvesek lakója, inkább homokos talajon. Kisebb foltokban seregesen is megjelenhet. Nyár közepétől késő őszig terem. 
Nem ehető, rokonai között mérgezők is vannak.    

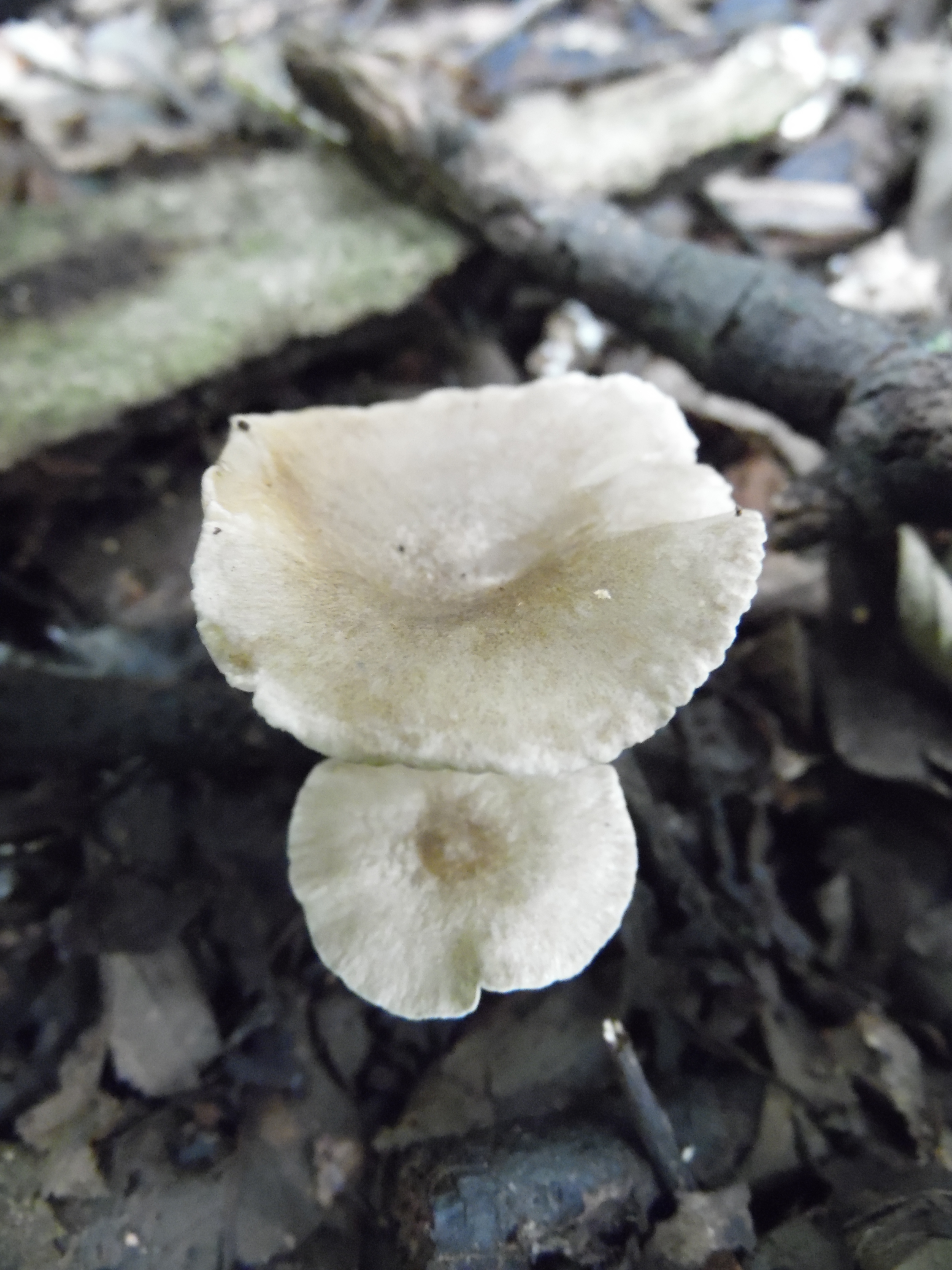
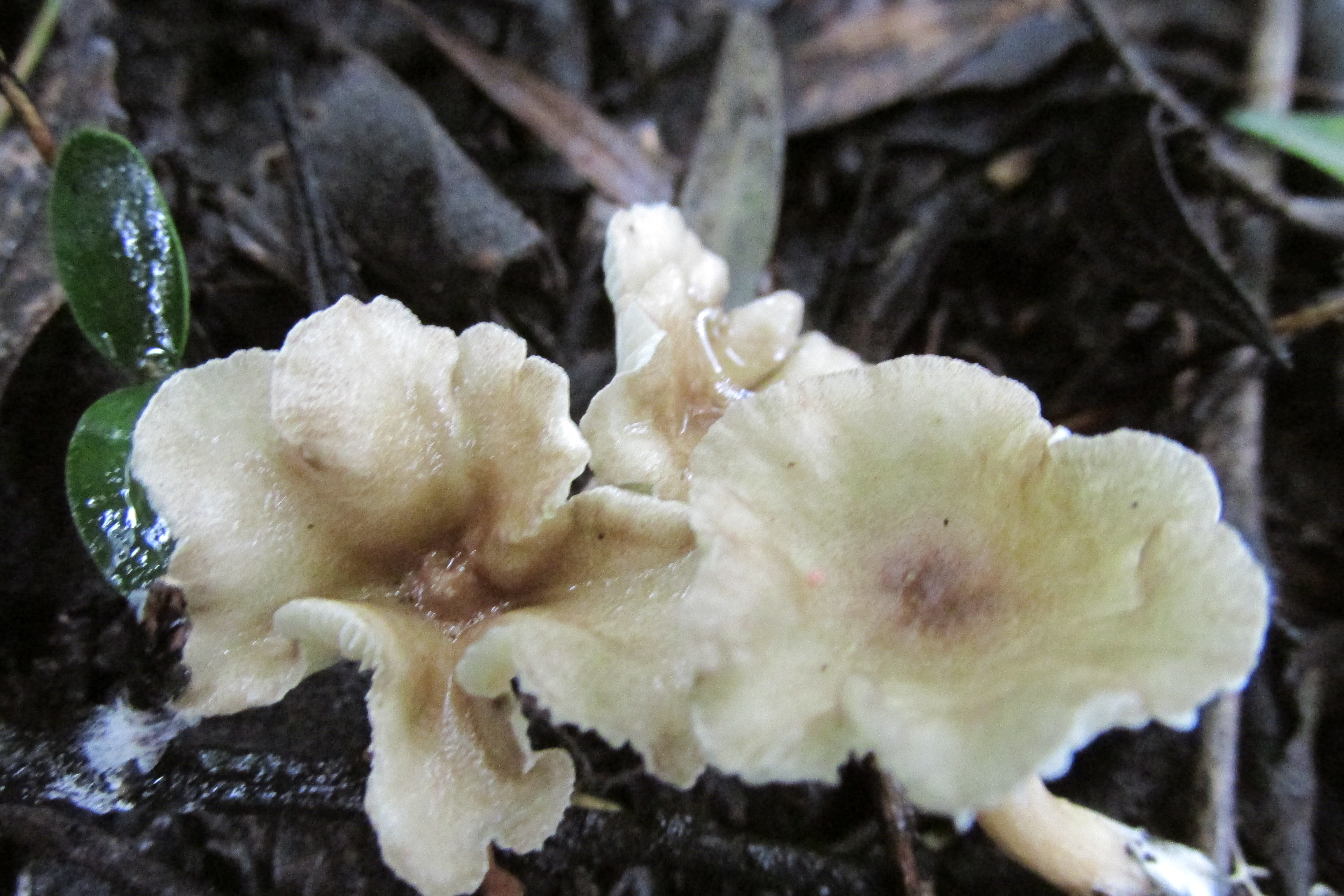
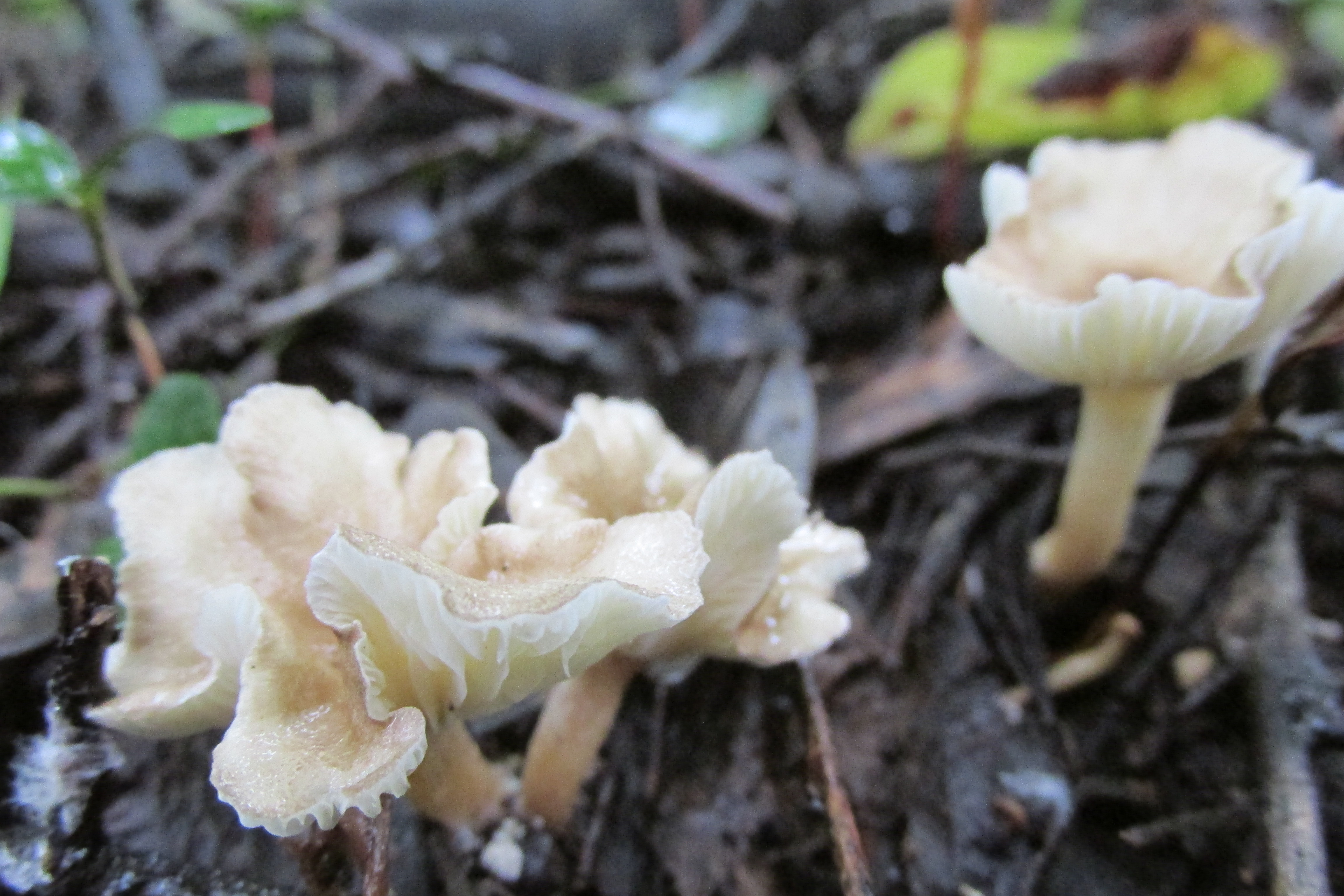